# Sempia capreola
Sempia capreola är en insektsart som först beskrevs av Rauno E. Linnavuori 1964.  Sempia capreola ingår i släktet Sempia och familjen dvärgstritar.
Artens utbredningsområde är Egypten. Inga underarter finns listade i Catalogue of Life.